# Kreiselplattform

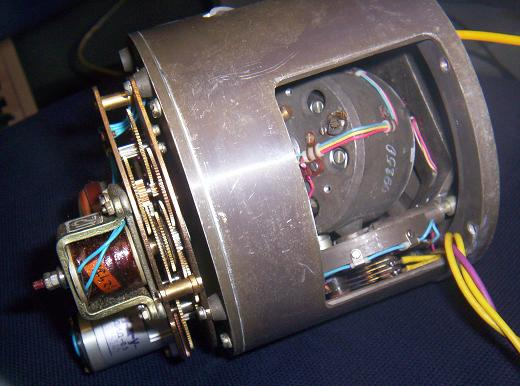
Teil einer Kreiselplattform sowjetischer Bauart (ca. 1969): In der Mitte ist der Kreiselmotor zu sehen. Dessen Stromanschlüsse sind nachträglich herausgeführt - original wird der Motor über Schleifringe gespeist.

Die Kreiselplattform ist die Zusammenfassung der Sensoren eines inertialen Navigationssystems.
Die wichtigste Komponente bei mechanischen, mit einem Kreisel arbeitenden Systemen ist ein üblicherweise elektrisch angetriebener Kreisel: Ein in der Mitte des Gerätes befindlicher Kreiselmotor wird über Schleifringe mit Strom versorgt. Er ist kardanisch aufgehängt und so tariert, dass sich seine Drehachse kraftfrei bewegen kann.
Weiterhin sind in der Kreiselplattform Winkelsensoren zur Erfassung der Orientierung der Kreiselachse und eine Einrichtung zur Initialisierung, das heißt zur zwangsweisen Ausrichtung der Kreiselachse, enthalten. 
Eine andere Bauform sind Laserkreisel (Laser-Gyroskop), die mit einem Ringlaser oder Faserkreisel ganz ohne bewegte Teile arbeiten. Deren Drehratensensor beruht auf der Interferenz gegenläufig umlaufender Laserstrahlen.